# Pseudoxenos bishoppi
Pseudoxenos bishoppi är en insektsart som först beskrevs av Pierce 1909.  Pseudoxenos bishoppi ingår i släktet Pseudoxenos och familjen stekelvridvingar. Inga underarter finns listade i Catalogue of Life.